# Albert Streit
Albert Streit (Bucarest, Rumania; 28 de marzo de 1980) es un exfutbolista alemán que jugaba como mediocampista y fue profesional entre 1999 y 2014.

## Clubes
| Club                   | País     | Año       |
| ---------------------- | -------- | --------- |
| Eintracht Fráncfort    | Alemania | 1999-2003 |
| VfL Wolfsburg          | Alemania | 2003-2005 |
| 1. FC Colonia (cedido) | Alemania | 2004-2005 |
| 1. FC Colonia          | Alemania | 2005-2006 |
| Eintracht Fráncfort    | Alemania | 2006-2007 |
| FC Schalke 04          | Alemania | 2007-2009 |
| Hamburgo S.V. (cedido) | Alemania | 2008      |
| FC Schalke 04 II       | Alemania | 2009-2011 |
| Alemannia Aachen       | Alemania | 2012-2013 |
| FC Viktoria Colonia    | Alemania | 2013-2014 |
| Fortuna Colonia        | Alemania | 2014      |